# Johana Ordóñez
Johana Edelmira Ordóñez Lucero (Guayaquil, 12 dicembre 1987) è una marciatrice ecuadoriana.

## Biografia
Ha iniziato la carriera agonistica nel 2002 e gareggiando nelle maggiori competizioni regionali di categoria. Ha fatto parte della delegazione dell'Ecuador ai Giochi olimpici di Pechino 2008, classificandosi trentacinquesima. Sospesa l'attività agonistica per qualche anno, ritorna a gareggiare ad alti livelli nel 2017, qualificandosi ai Mondiali di Londra.
Nel 2019, ha conquistato la medaglia d'oro ai Giochi panamericani di Lima nei 50 km, stabilendo il record sudamericano.

## Palmarès
| Anno | Manifestazione                   | Sede      | Evento         | Risultato | Prestazione | Note                |
| ---- | -------------------------------- | --------- | -------------- | --------- | ----------- | ------------------- |
| 2002 | Giochi sudamericani              | Belém     | Marcia 10000 m | 4ª        | 57'09"83    |                     |
| 2002 | Campionati sudamericani allievi  | Asunción  | Marcia 5000 m  | Argento   | 25'12"72    |                     |
| 2004 | Mondiali juniores                | Grosseto  | Marcia 10000 m | 16ª       | 50'05"95    |                     |
| 2004 | Campionati sudamericani allievi  | Guayaquil | Marcia 5000 m  | Oro       | 24'36"6     |                     |
| 2007 | Campionati sudamericani          | San Paolo | Marcia 20 km   | 4ª        | 1h40'56"    |                     |
| 2008 | Campionati ibero-americani       | Iquique   | Marcia 10000 m | 5ª        | 49'24"00    |                     |
| 2008 | Campionati sudamericani under 23 | Lima      | Marcia 20000 m | Oro       | 1h40'22"    |                     |
| 2008 | Giochi olimpici                  | Pechino   | Marcia 20 km   | 35ª       | 1h36'26"    |                     |
| 2009 | Campionati sudamericani          | Lima      | Marcia 20000 m | Oro       | 1h34'57"    |                     |
| 2009 | Universiadi                      | Belgrado  | Marcia 20 km   | 15ª       | 1h43'01"    |                     |
| 2009 | Mondiali                         | Berlino   | Marcia 20 km   | 32ª       | 1h42'57"    |                     |
| 2009 | Giochi bolivariani               | Sucre     | Marcia 20 km   | Oro       | 1h44'37"    |                     |
| 2017 | Campionati sudamericani          | Asunción  | Marcia 20000 m | Bronzo    | 1h38'13"    |                     |
| 2017 | Mondiali                         | Londra    | Marcia 20 km   | 41ª       | 1h36'27"    |                     |
| 2019 | Giochi panamericani              | Lima      | Marcia 50 km   | Oro       | 4h11'12"    | Record sudamericano |